# Soupe de Chalet
La Soupe de Chalet ("sopa de xalet" en francès), també anomenada soupe du chalet o Bergsuppe ("sopa de muntanya" en alemany), és una sopa de formatge i verdures cantó suís de Friburg, que abans se servia als xalets dels Armaillis (nom que rebien en francès els pastors del districte de la Gruyère) durant la temporada de pastura. S'elabora amb patates, pastanagues, porros, mongetes, espinacs, pasta, nata, formatge Gruyère i nou moscada. A la muntanya, la sopa s'elaborava només amb el que tenien els pastors a mà, que normalment només incloïa formatge Gruyère, patates, ceba i llet fresca.